# Viguiera ensifolia
Viguiera ensifolia là một loài thực vật có hoa trong họ Cúc. Loài này được (Madison) S.F.Blake miêu tả khoa học đầu tiên năm 1918.